# Vigolo Marchese
Vigolo Marchese è una frazione del comune italiano di Castell'Arquato, in provincia di Piacenza, in Emilia-Romagna.

## Geografia fisica
Il borgo di Vigolo Marchese è collocato a 132 m s.l.m., sulle sponde del torrente Chiavenna, dove le ultime propaggini collinari dell'Appennino ligure lasciano il posto alla pianura Padana, e si trova a circa 6 km di distanza da Castell'Arquato, in direzione nord-ovest.

## Storia
Vigolo Marchese aveva originariamente il nome di Vicolo de' Marchesi, in quanto apparteneva ai marchesi Obertenghi, ed è uno dei nuclei abitati più antichi del Piacentino. Nel 1008 o, secondo altre fonti, nel 1012, Oberto II fece edificare il monastero benedettino dedicato a San Giovanni Battista. Negli ultimi anni dell'XI secolo i monaci benedettini furono costretti a lasciare il monastero per motivazioni politiche. I monaci ritornarono a Vigolo Marchese a seguito di una bolla papale di Innocenzo II datata 7 giugno 1135 che, preso atto del cattivo stato di conservazione del complesso, riconosceva come necessario il ritorno dei benedettini. Nel 1310 sia la chiesa che il convento furono oggetto di saccheggio e incendiati.
Nel 1314, Galeazzo I Visconti fece incendiare le case e il locale castello conosciuto come "La Pusterla". Nel XVI secolo Vigolo Marchese divenne di proprietà dei conti Sforza di Santa Fiora. Nel 1579 la chiesa, nel frattempo divenuta parrocchiale, fu oggetto di interventi architettonici che ne alterarono profondamente la struttura; i restauri compiuti nei primi decenni del XX secolo restituirono alla basilica le sue linee originarie.

## Monumenti e luoghi d'interesse

### Architetture religiose
Battistero di San GiovanniStruttura nata originariamente come tempietto pagano di epoca romana. Dopo essere divenuto una cappella dedicata a Santo Stefano, l'edificio venne trasformato in battistero da Uberto d'Orta. Il battistero, che presenta tracce degli affreschi originali, presenta una pianta centrale circolare ed è realizzato in mattoni e pietra a vista.

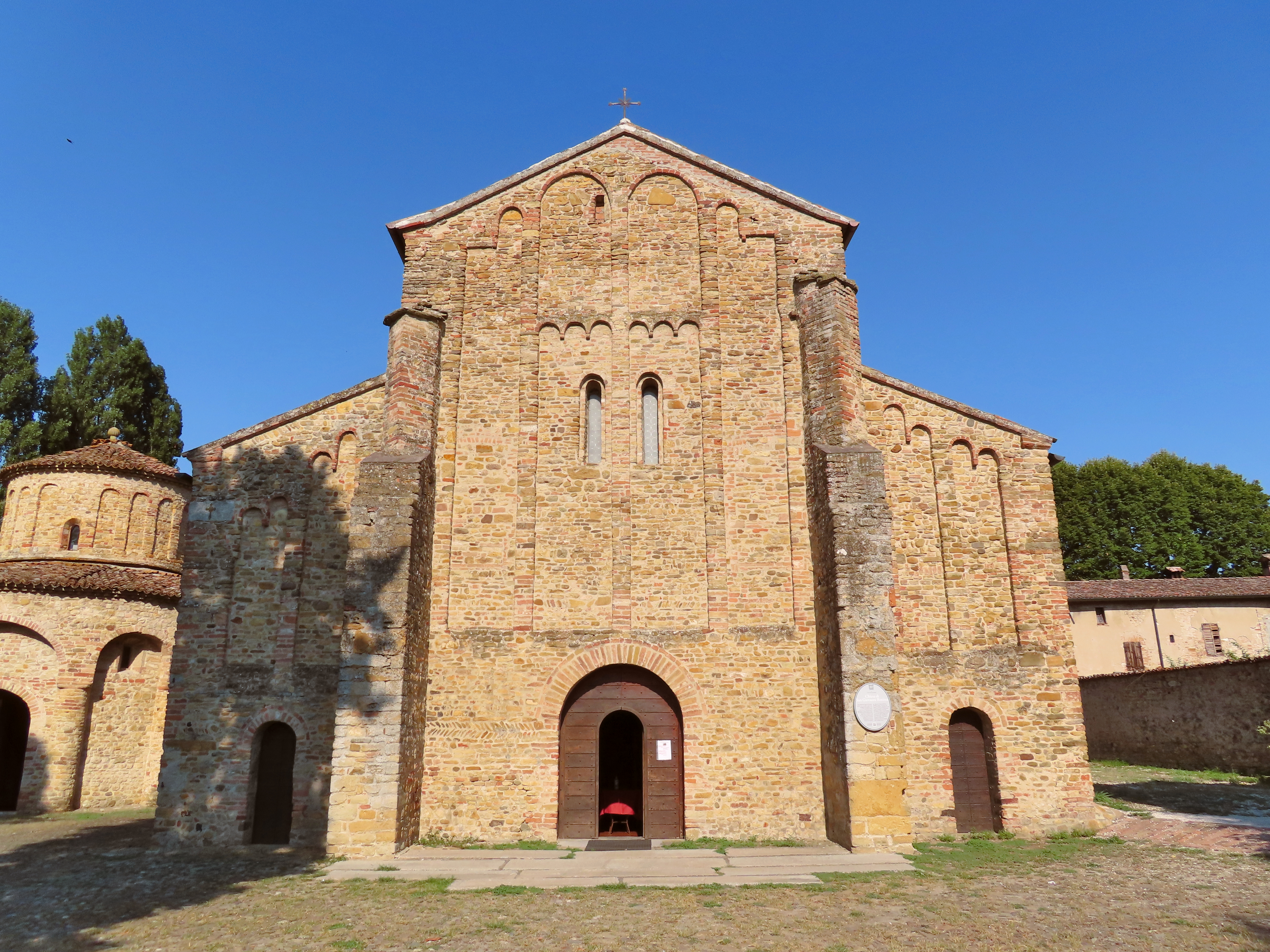
Chiesa di San Giovanni

Chiesa di San GiovanniStruttura di epoca romanica, radicalmente rimaneggiata nel 1579 e poi riportata all'aspetto originale nei primi anni del XX secolo, è dotata di una facciata tripartita a salienti dotata di un unico portale di accesso dotato di arco a tutto sesto. Dotata di tre navate, è in pietra e laterizio, ed era un tempo dotata di affreschi medievali, andati persi a seguito dei restauri finalizzati al ripristino dell'originario soffitto a capriate effettuati negli anni '70 del XX secolo.

### Architetture militari

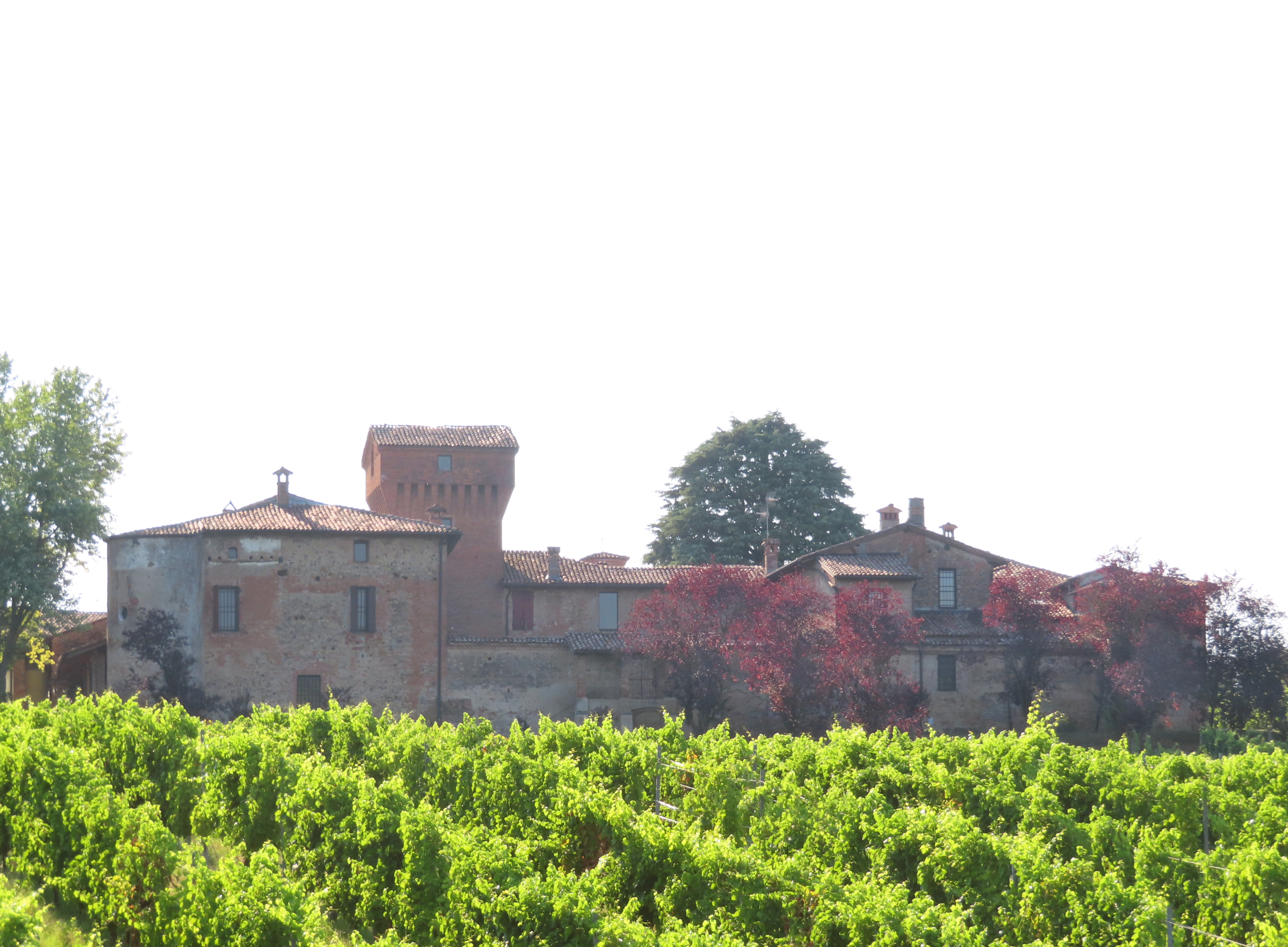
Pusterla

Pusterla di Vigolo MarcheseComplesso strutturale fortificato, ove vi è una torre che funge da passaggio tra due cortili di epoche diverse. L'edificio prende il nome dall'omonima famiglia a cui passò durante l'epoca del ducato farnesiano. L'edificio ospita la sede di un'azienda vitivinicola.

## Cultura

### Cucina
La torta di Vigolo è una rinomata crostata a base di cioccolato cotta brevemente in forno. Il dolce viene prodotto esclusivamente nel locale panificio Perazzi.

## Infrastrutture e trasporti
Tra il 1902 e il 1938 Vigolo Marchese fu servito da una fermata lungo la tranvia Piacenza-Lugagnano.
Nei pressi di Vigolo Marchese transita la strada provinciale 6bis di Castell'Arquato, il cui percorso supera il torrente Chiavenna in prossimità della frazione.
La frazione è servita dal trasporto pubblico extraurbano gestito dall'azienda SETA.